# 佐竹秀義
佐竹 秀義（さたけ ひでよし）は、平安時代末期から鎌倉時代前期にかけての武将。清和源氏義光流。源義光（新羅三郎）の孫の源昌義が常陸国佐竹郷に住んで、佐竹を号したことに始まる佐竹氏第3代当主。2代当主佐竹隆義の三男。長兄・義政が金砂城の戦い以前に上総広常により謀殺され、次兄の義清は庶子のために、その嫡男となった。

## 生涯
平安末期の佐竹氏は相馬御厨の支配権などを巡って房総半島の上総氏や千葉氏との関係が悪化していた。そのような状況下、佐竹氏は平家に接近していた。
治承4年（1180年）8月、以仁王の令旨をうけて源頼朝が挙兵した。頼朝は石橋山の戦いに敗れたが、房総半島に上陸すると千葉常胤、上総広常などを味方につけて挽回し、たちまち坂東一円の豪族たちを従えた。だが、佐竹氏は平家との縁が深かったため、頼朝には従わなかった。同年10月、富士川の戦いにおいて平氏軍は戦闘を交えることなく都に潰走し、頼朝は広常らの薦めで佐竹氏を討つことを決める。佐竹氏当主の隆義は在京中で、長年の意趣を抱えていた広常は隆義の息子の義政・秀義兄弟に会見を申し入れたが、これに応じた兄・義政が広常に殺害された。11月に秀義ら佐竹一族が立てこもっていた金砂城は頼朝軍に攻め落とされ、秀義は奥州（もしくは常陸奥郡）の花園へと逃亡する（金砂城の戦い）。寿永2年（1183年）、父・隆義の死により後を継いだ。
その後、頼朝から罪を許されて家臣として列せられたと伝えられてきたが、実際には文治年間に入っても頼朝に対する抵抗を続けていたとみられる。文治5年（1189年）の奥州合戦においては頼朝軍の一員として参戦して武功を挙げたため、御家人の一人に列せられた。この奥州従軍の際に源氏の無地の白旗を持参したところ、頼朝の旗と区別が付くようにと、扇を旗の上に付けるよう命じられた。これが佐竹氏の家紋「五本骨扇に月丸」の由来とされている。建久元年（1190年）、頼朝の上洛に随行している。承久3年（1221年）の承久の乱では、自身は老齢のために参戦しなかったが、子の義重、秀繁、南酒出義茂、義将、北酒出季義らに配下を率いさせて派遣し、功を上げさせた。
嘉禄元年（1225年）12月18日、鎌倉名越の館にて、75歳で死去。法号は蓮実（れんじつ）。後を義重が継いだ。